# Plantain maritime
Plantago maritima
Espèce
Classification phylogénétique
Le Plantain maritime (Plantago maritima) est une espèce de plantes herbacées vivaces du littoral et des sources salées de l'hémisphère nord.

## Cultivars et taxons infra-spécifiques
- Plantago maritima 'maritima'
- Plantago maritima 'salsa'
- Plantago maritima 'juncoides'
  - Plantago maritima 'juncoides' var. californica

## Description

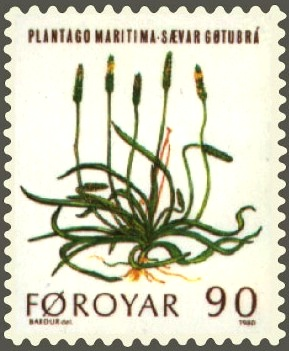
Timbre des îles Feroë

### Caractéristiques
- Organes reproducteurs
  - Couleur dominante des fleurs : blanc
  - Période de floraison : juin-octobre
  - Inflorescence : épi simple
  - Sexualité : hermaphrodite
  - Ordre de maturation : protogyne
  - Pollinisation : anémogame
- Graine
  - Fruit : akène
  - Dissémination : barochore
- Habitat et répartition
  - Habitat type : prés salés vasicoles de haut-niveau topographique, schorre moyen, atlantiques
  - Aire de répartition : européen

Données d'après : Julve, Ph., 1998 ff. - Baseflor. Index botanique, écologique et chorologique de la flore de France. Version : 23 avril 2004.